# Pierre Alamire
Pierre Alamire (também Petrus Alamire; nome provável de batismo, Peter van den Hove) (ca. 1470 – 26 de junho de 1536) foi um músico copista, compositor, instrumentista, engenheiro de minas, comerciante, diplomata e espião teuto-neerlandês do Renascimento. Foi um dos mais qualificados escribas musicais do seu tempo, e muitas das obras anônimas de compositores franco-flamengos devem a sua sobrevivência às suas famosas cópias manuscritas ilustradas; além disso, ele foi um espião para a corte de Henrique VIII da Inglaterra.

## Vida
Ele nasceu em uma família de comerciantes de Nuremberg, Baviera, Sacro Império Romano-Germânico, mas mudou-se para as Dezessete Províncias ainda muito jovem. Alamire não era o seu verdadeiro nome; o nome era uma referência musical, "A" (uma nota musical) mais as sílabas do solfejo "lá", "mi" e "ré". Provavelmente o seu verdadeiro nome era van den Hove (ou Imhoff, Imhove), embora detalhes sobre o seu contexto familiar sejam escassos.
No final da década de 1490, ele começou a receber comissões para trabalhar nos Países Baixos, por exemplo, em 's-Hertogenbosch e Antuérpia, onde a sua impressionante capacidade de copiar e ilustrar obras musicais foram imediatamente notadas. Este foi o período em que a explosão da criatividade musical nos Países Baixos estava no seu ponto mais alto; essa região produziu mais compositores do que todo o resto da Europa, e esses compositores migravam para outras áreas, especialmente para as cortes reais e aristocráticas, que tinham os meios para contratá-los.
Em 1503, Alamire já tinha criado uma edição de música para Filipe I de Castela, e em 1509, era um empregado do arquiduque Carlos, que em breve se tornaria Carlos I de Espanha. Na época, a maioria da nobreza europeia apreciava música e para garantir muitos votos para a próxima eleição de Sacro Imperador Romano-Germânico, os seus manuscritos serviam como presentes extremamente valiosos.
Alamire mudou-se de Antuérpia para Mechelen, num período compreendido entre 1505 e 1516. Embora viajasse com frequência, Mechelen tornou-se o local de sua moradia permanente a partir de 1516.

## A carreira como espião
Entre 1515 e 1518, sob o disfarce de comerciante de manuscritos, capelão, cantor e instrumentista, ele viajou entre Londres e o continente, como um espião para Henrique VIII contra o pretendente ao trono inglês, Richard de la Pole, que morou principalmente em Metz. Ele foi auxiliado nesta tarefa por um tocador de sacabuxa flamengo, Hans Nagel. Em junho de 1516, viajou para o Reino da Inglaterra a fim de receber instruções do rei e do cardeal Thomas Wolsey, levando manuscritos e instrumentos musicais com ele.
Henrique VIII e Wolsey desconfiaram dele, e acharam que ele fazia um serviço de contra-espionagem para o próprio de la Pole; Alamire, valorizando a sua cabeça, sabiamente nunca mais retornou à Inglaterra após esta descoberta. Por este motivo, poucos compositores ingleses estão representados em seus manuscritos.
Durante a década de 1520, Alamire foi um diplomata e cortesão além de continuar a sua atividade como ilustrador e copista de músicas. Ele correspondeu-se através de cartas, com muitos dos principais humanistas daquele tempo. Muitas das suas cartas chegaram até os nossos dias, e contêm epigramas e insultos inteligentes.
A música não foi sua única habilidade; recebeu generoso pagamento, em nome do rei Cristiano III da Dinamarca e Noruega, por seus ensinamentos em "trabalho de mineração" (a menos que fosse uma metáfora por espionagem; porém, mais detalhes desta comissão não são conhecidos).
Em 1534, Alamire recebeu uma generosa pensão de Maria da Áustria, para quem ele tinha escrito alguns manuscritos no início da década de 1530, e que desapareceram dos registros da corte após esse tempo. Ele morreu em Mechelen.

## Manuscritos
A maior parte dos trabalhos dos principais compositores franco-flamengos está representada nos manuscritos de Alamire, incluindo: Johannes Ockeghem, Josquin Desprez, Pierre Moulu, Heinrich Isaac, Adrian Willaert, e Pierre de la Rue; na verdade, de la Rue, o compositor favorito de Margarida da Áustria, tem quase a totalidade da sua produção preservada na coleção de manuscritos de Alamire.
Os manuscritos copiados por Alamire podem ser encontrados em muitas bibliotecas europeias, incluindo a biblioteca da corte dos Habsburgos, em Viena, em Londres (o manuscrito de Henrique VIII), no Vaticano (um manuscrito para o Papa Leão X), Bruxelas, Munique, e Jena, que tem os livros da corte de Frederico III da Saxônia.
Apenas um trabalho é atribuído com segurança a Alamire, a peça instrumental Tandernaken op den Rijn; no entanto, a sua evidente habilidade e experiência como compositor sugere que muitas das obras anônimas do seu tempo podem ser de sua autoria.

## Leituras adicionais
- Herbert Kellman: "Pierre Alamire", The New Grove Dictionary of Music and Musicians, ed. Stanley Sadie.  20 vol.  Londres, Macmillan Publishers Ltd., 1980.  ISBN 1-56159-174-2
- Herbert Kellman: "Pierre Alamire", Grove Music Online ed. L. Macy (Accessed November 4, 2005), Oxford Music Online
- Eugeen Schreurs, Alamire Foundation, K. U. Leuven, program notes to Naxos CD 8.554744:  The A-La-Mi-Re Manuscripts:  Flemish Polyphonic Treasures for Charles V, sung by Capilla Flamenca
- Allan W. Atlas, Renaissance Music:  Music in Western Europe, 1400–1600. New York, W.W. Norton & Co., 1998.  ISBN 0-393-97169-4